# Gaio Poppeo Sabino
Gaio Poppeo Sabino (latino: Caius Poppeus Sabinus; ... – 35) è stato un politico e militare romano.

## Biografia
Della sua vita si hanno poche notizie. Visse tra il I secolo a.C. e il I secolo d.C., e, rivestita la carica di console nel 9, nel 12 ricevette la carica di governatore di Mesia, poi dal 15 ricevette dall'imperatore Tiberio una proroga per la sua carica di governatore di Mesia. Si trattò di un evento innovativo nel panorama politico romano, e ne furono fornite diverse interpretazioni: alcuni suggerirono che, evitando di dover nominare spesso i governatori, Tiberio poteva evitare che in molti godessero dei privilegi che quella carica recava; altri vi vedevano un segno ulteriore dell'incertezza che Tiberio dimostrava; altri ancora sostenevano fosse un modo per allontanare i problemi delle province, affidandole per lungo tempo allo stesso uomo. A Sabino furono inoltre affidate, unite alla Mesia, le province d'Acaia e Macedonia.
Nel 26 celebrò il trionfo per le sue vittorie sui Traci: questi, di natura particolarmente fiera, si erano rivoltati contro l'obbligo di arruolarsi nell'esercito romano. Dopo alcune trattative fallite, si giunse allo scontro aperto, in cui i Romani poterono beneficiare dell'arrivo di rinforzi e ottenere la vittoria.
Morì nel 35 dopo aver rivestito per oltre ventiquattro anni la carica di governatore provinciale. Publio Cornelio Tacito, nei suoi Annales, ne dà una breve descrizione:
(Publio Cornelio Tacito, Annales, VI, 39; trad. di Bianca Ceva, Annali, BUR.)